# Pico Papagaio
O Pico Papagaio é uma elevação de São Tomé e Príncipe, localizada a sensivelmente ao centro da ilha do Príncipe. Esta formação geológica eleva-se a 680 metros acima do nível do mar. Encontra-se nas proximidades do Morro Fundão e do Rio Papagaio.